# Colonial Theatre
Il Colonial Theatre di New York si trovava tra Broadway e la 62esima strada in quello che allora era il quartiere di San Juan Hill nell'Upper West Side, Manhattan. Originariamente chiamato Colonial Music Hall, fu aperto nel 1905 da Frederic Thompson ed Elmer "Skip" Dundy. Progettato da George Keister, il teatro aveva una capienza di 1.293 posti a sedere. 
Thompson e Dundy gestirono il teatro solo per poche settimane prima di venderlo a Percy G. Williams, che cambiò il nome in Colonial Theatre e ne fece una vaudeville house. Nel 1912, sotto la direzione di Benjamin Franklin Keith, il nome fu cambiato in Keith's Colonial Theatre. Cinque anni dopo, sotto la direzione di Edward Franklin Albee, fu ribattezzato New Colonial Theatre.
Durante i primi anni '20, nel New Colonial Theatre furono rappresentate molte riviste musicali afroamericane come lo spettacolo The Chocolate Dandies di Eubie Blake e Noble Sissle e Runnin' Wild di James P. Johnson. Quest'ultimo spettacolo fu presentato in anteprima a teatro il 29 ottobre 1923 e fu determinante nel creare un interesse a livello internazionale per il ballo del Charleston.
Dal 1925 al 1932, il teatro fu chiamato Hampden's Theatre e, sotto la direzione dell'attore Walter Hampden, presentò commedie shakespeariane e drammi classici. Nel 1932, come RKO Colonial Theatre, divenne un cinema. Dopo il 1951 il teatro fu di proprietà della NBC che lo utilizzò per sviluppare apparecchiature televisive a colori quali la telecamera a colori TK-40 e tecniche di studio, e funzionò come studio televisivo fino al 1971. Successivamente, Rebekah Harkness, acquistò il teatro, lo rinnovò e lo riaprì nel 1974 come Harkness Theatre. Dopo aver messo in scena alcuni balletti e qualche spettacolo di legitimate theatre, chiuse nel 1977. L'edificio fu raso al suolo nello stesso anno.